# سالدانا (تولیما)
سالدانا (انگلیسی: Saldaña, Tolima) نام شهری در کشور کلمبیا است.